# المحقق كونان: ومضات من الماضي
المحقق كونان: ومضات من الماضي (باليابانية: 名探偵コナン 隻眼の残像) (بالروماجيMeitanteikonan sekigan no zanzō) هو فيلم أنمي ياباني، وهو الفيلم الـ28 من سلسلة أفلام المحقق كونان للمانغاكا والمؤلف غوشو أوياما، تم عرضه لأول مرة في اليابان يوم 18 أبريل من عام 2025.

## ملخص
في المعاينة للفيلم التالي بعد انتهاء الفيلم السابق " نجم المليون دولار "، تم اقتراح أن يكون كانسوكي ياماتو وتاكاكي موروفوشي وكوغورو موري الشخصيات الرئيسية .
اعتبارًا من 7 أكتوبر 2024 ، أعلن المؤلف الأصلي غوشو أوياما عن تلميح لعنوان الفيلم في لعبة الكمبيوتر نينتندو سويتش " أنيمل كروسينغ: نيو هورايزنس " هو "〇〇〇" 〇〇〇〇〇〇〇〇〇〇 تم الكشف عنه  مثل كونان ، وكوغورو موري، وران موري ، وكانسوكي ياماتو، وتاكاكي موروفوشي، ويوي أوهارا .
في 4 ديسمبر ، أُعلن في عدد 2025 من مجلة Weekly Shonen Sunday أنه سيتم إصدار الفيلم في 18 أبريل 2025.   في نفس اليوم، تم أيضًا إصدار العنوان والمرئيات لأوياما، وتم الإعلان على أن المخرج هو كاتسويو شيغيهارا ، وكتب السيناريو تاكيهارو ساكوراي ، والموسيقى من تأليف يوغو كانو .
يصور غلاف الفيلم خمسة أشخاص، كونان، وكوغورو، وكانسوكي، وتاكاكي، ويوي، ومنشأة تشبه الهوائي المكافئ في مرصد نوبياما الراديوي الفضائي التابع للمرصد الفلكي الوطني ، الواقع في قرية ميناميماكي ، منطقة ميناميساكو ، محافظة ناغانو.
يمثل هذا الفيلم المرة الأولى التي يظهر فيها تاكاكي موروفوشي في الأفلام أما كانسوكي ويوي فقد أصبحا من الشخصيات الرئيسية لأول مرة، وهي عودتهما الثانية للأفلام بعد مرور 15 فيلماً منذ الفيلم الثالث عشر "المطارد الأسود".
سيظهر تورو أمورو ويويا كازامي من شرطة الأمن العام ، وهيوي كورودا ، وجوزو ميغوري ، شيراتوري نيزابورو وميواكو ساتو من قسم التحقيق الأول التابع لقسم شرطة مدينة طوكيو لأول مرة بعد الفيلم السادس والعشرين "الغواصة الحديدية السوداء"، بينما عاد كل من واتارو تاكاغي ، كازونوبو تشيبا وهيروميتسو موروفوشي لأول مرة بعد الفيلم الخامس والعشرين "عروس الهالوين".
كذلك، ظهر ماكوتو كيوغوكو لأول مرة منذ الفيلم الثالث والعشرين القبضة اللازوردية، وأزوسا إينوموتو منذ الفيلم الثاني والعشرين جلاد زيرو.
كما أن أمورو تورو، بعد انسحاب مؤدي صوته الأصلي تورو فورويا في 22 يونيو 2024، تم تأديته بصوت تاكيشي كوساو، ويُعد هذا أول ظهور له بالأفلام بصوته الجديد.
علاوة على هذه هي المرة الأولى من بين 19 فيلمًا التي يكون فيها كوغورو شخصية رئيسية منذ الفيلم التاسع "استراتيجية ما فوق الأعماق".
في شارة النهاية، عُرضت أسماء أعضاء قسم التحقيق الأول بشرطة طوكيو (ميغوري، شيرايتوري، ساتو، تاكاغي، تشيبا) بأسمائهم الكاملة، وليس بالصيغة المعتادة "اسم العائلة + الرتبة" (مثل: المفتش ميغوري، المحققة ساتو). ويُعد هذا أول فيلم يتم فيه كتابة الأسماء الخمسة جميعًا بشكل كامل.
في نهاية الشارة، تم تأبين كل من ميوكي اتشيجو، مؤدية صوت جودي ستارلينغ (التي توفيت في أكتوبر 2023)، ويوكيهيرو شيبويا، المشرف الفني للمسلسل منذ بدايته (الذي توفي في سبتمبر 2024).
ويُعد هذا أول فيلم منذ الفيلم الرابع والعشرون الرصاصة القرمزية الذي لم يتم إنتاج حلقة خاصة تجميعية له قبل عرضه.
وكما في الفيلم السابق، لم تُعقد أي عروض مسبقة للفيلم لتجنب الحرق، بل أُقيمت فعاليات للقاء المعجبين فقط.
في عرض التلميح للفيلم التالي، بعد نهاية الفيلم، تظهر ريشةٌ بيضاء تطفوا على خلفية مشهد سيارة تتسابق داخل نفق مع صوت دراجة نارية، بعد ذلك، تُعرض جملة ران "حاكمة الرياح، وجملة جوغو يوكوميزو "ليست حاكمة، بل قرصانة"، وأخيرًا جملة امرأة مجهولة "اصمت". وأُعلن أن الفيلم القادم سيُعرض في عطلة الأسبوع الذهبي لعام 2026.

## الشخصيات

### طابع منتظم

#### الشخصية الرئيسية
الشخصية التي هي محور قصة هذا العمل.
رسم أوياما الأشخاص الخمسة التاليين في الغلاف الترويجي للفيلم.
كونان إيدوغاوا (كونان إيدوغاوا)
الصوت - مينامي تاكاياما
الشخصية الرئيسية لهذا العمل.
في الأصل شينيتشي كودو ، المشهور باسم "محقق الثانوية"، ولكن بسبب الآثار الجانبية لـ APTX4869 ، وهو عقار سام أعطته له المنظمة السوداء ، فإنه يأخذ مظهر طفل.
كوجورو موري
الصوت - ريكيا كوياما
شخصية رئيسية في هذا العمل.
والد ران هو محقق خاص معروف باسم "كوغورو النائم".
وهو محقق سابق في قسم الجرائم القسرية التابع لقسم شرطة مدينة طوكيو .
عادة، يتم تنويمه بواسطة ساعة كونان المهدئة ويستخدم مُغير الصوت ليبدو وكأنه هو من يتحدث، لكنه أحيانًا يحل ألغاز القضايا بمفرده.
كانسوكي ياماتو
الصوت - يوجي تاكادا
شخصية رئيسية في هذا العمل.
مفتش شرطة محافظة ناغانو .
إنه يدرك أن الهوية الحقيقية لـ "كوغورو النائم" أنه كونان.
أثناء التحقيق في الحادث، وقع كانسوكي في انهيار جليدي في جبل ميهو-داكي في سلسلة جبال ياتسوغاتاكي ، وفي ذلك الوقت، أطلق شخص ما رصاصة من بندقية خدشت عينه اليسرى، وتركته بـ عين واحدة  سيتم الكشف عن الحادثة في هذا العمل.
تاكاكي موروفوشي
صوت - شو هايامي
شخصية رئيسية في هذا العمل.
مثل ياماتو، فهو مفتش في شرطة محافظة ناغانو وهو صديق الطفولة لياماتو.
وهو الأخ الأكبر لـهيروميتسو موروفوشي ، عضو قسم الأمن العام بقسم شرطة مدينة طوكيو ، وله اتصال بأمورو عن طريقه 
يوي أوهارا
صوت - آمي كوشيميزو
شخصية رئيسية في هذا العمل.
محققة في شرطة محافظة ناغانو.
لقد كانوا يطلقون على ياماتو اسم "كان تشان" لفترة طويلة، ولديهم فهم متبادل لبعضهم البعض.
تم القبض على ياماتو سابقًا في انهيار جليدي واختفى، لذلك اعتقد أنه مات.

#### شخصيات عادية أخرى
ران موري
صوت - واكانا يامازاكي
بطلة القصة الأصلية والأنمي التلفزيوني.
صديقة طفولة شينيتشي.
خبيرة كاراتيه فازة ببطولة كانتو.
آي هايبارا
الصوت - ميغومي هاياشيبارا
عضو سابق في المنظمة السوداء ومطورة عقار APTX4869، وهي أحد الأشخاص القلائل الذين يعرفون أن هوية كونان الحقيقية هي شينيتشي.
الدكتور هيروشي أغاسا
الصوت - كينيتشي أوغاتا
هو مخترع يعيش بالقرب من منزل شينيتشي.
وهو أحد الأشخاص القلائل الذين يعرفون أن هوية كونان الحقيقية هي شينيتشي، ومطور أدوات كونان مثل مغير الصوت على شكل ربطة العنق ومسدس المهدئ على شكل ساعة اليد.
تورو أمورو

هو محقق وعميل شرطة الأمن العام في قسم التخطيط الأمني بمكتب الأمن التابع لوكالة الشرطة الوطنية ( زيرو ).
اسمه الحقيقي هو ري فورويا .
تسلل إلى المنظمة السوداء تحت الإسم الرمزي " بوربون ".
يعمل عادة بدوام جزئي كمحقق يدعى تورو أمورو كما يعمل في مقهى بوارو، والذي يقع تحت وكالة موري للتحريات.
يقوم هو وهيروميتسو، اللذان ينتميان إلى قسم الأمن العام التابع لقسم شرطة العاصمة، بإجراء تحقيقات سرية حول المنظمة السوداء، ومن خلاله لديه اتصال مع تاكاكي  .
هيوي كورودا
الصوت - يوكيماسا كيشينو
مدير قسم التحقيقات الأول في قسم التحقيقات الجنائية التابع لقسم شرطة العاصمة، ورتبته مشرف .
رئيس المفتش ميغوري والمحققة ساتو.
إنه معار من وكالة الشرطة الوطنية، وعندما ظهر لأول مرة، كان رئيسًا لقسم التحقيق الأول بشرطة محافظة ناغانو، لذا فهو يعرف كانسوكي وتاكاكي ويوي، وظل على اتصال مع تاكاكي حتى بعد ذلك.
تم نقله إلى قسم شرطة العاصمة وهو أيضًا على اتصال سرًا بفورويا.
جوزو ميغوري
صوت - تشافورين
مفتش قسم التحقيقات الجنائية 3 بقسم التحقيقات الجنائية التابع لقسم شرطة مدينة طوكيو.
ميواكو ساتو
الصوت - أتسوكو يويا
محققة وملازم في قسم التحقيق الأول التابع لقسم شرطة مدينة طوكيو.
إنها ماهرة في الفنون القتالية ، وتتمتع ببصيرة ثاقبة، وبمهارات عالية في الرماية.
إنها تواعد المحقق تاكاغي من نفس قسم التحقيق الأول.
واتارو تاكاغي
صوت - واتارو تاكاغي
محقق ورقيب في قسم التحقيق الأول التابع لقسم شرطة مدينة طوكيو .
لديه علاقة رومانسية متبادلة مع المحققة ساتو.
يويا كازامي
صوت - نوبو توبيتا
هو محقق في شرطة الأمن العام ينتمي إلى قسم الأمن العام التابع لقسم شرطة مدينة طوكيو، برتبة ملازم.وهو متعاون مع فورويا (أمورو).

### الطابع الأصلي
كوجي ساميتاني
في الفيديو الخاص، يظهر المحقق الذي تم إدراج اسمه مع كوغورو عندما كان محققًا في مواد التحقيق الخاصة بـ "حادث الانهيار الجليدي  في سلسلة جبال ياتسوغاتاكي ميهو-داكي" الذي كان كانسوكي متورطًا فيه.
بالإضافة إلى ذلك، يكشف الفيديو الخاص والملخص عن وجود محقق كان زميلًا لكوغورو عندما كان محققًا وكان يطلق عليه  اسم "واني"، لكن من غير المعروف ما إذا كان ساميتاني هو ذلك المحقق.

## طاقم العمل
| العمل الأصلي                                 | غوشو أوياما |
| الإخراج، التخطيط، الإشراف                    | كاتسويا شيغيهارا |
| إنتاج                                        | شوهو كوندو، تسويوشي يوشيدا، يوهي أوكادا |
| سيناريو                                      | تاكيهارو ساكوراي |
| موسيقى                                       | يوغو كانو |
| لوحة القصة                                   | إيواو تيراوكا، جيرو كاناي، كينتارو كواجيري، شينيا أوني، شوجي أونو، وكوتارو ناكاموري. |
| الإخراج الفني                                | كانا كوانا، أتسوشي ناكاجاوا، كينتارو كواجيري، كاناي كومودا، ريوتا كاواهارا (من استوديو BAKKKA) |
| مساعد المخرج                                 | هيتومي إزوي وأكيرا يامادا ويوشيتسوجو كيمورا |
| تصميم الشخصيات ومدير الرسوم المتحركة الرئيسي | ماساتومو سودو |
| تصميم الشخصيات الفرعية                       | كيوكو يوشيمي |
| إخراج الرسوم المتحركة                        | يوشيهارو شيميزو، نوبويوكي إيواي، هيرويوكي نوبوتاكي، إيواو تيراوكا، جيرو كاناي، شيجيوكي تاكاهاشي، تشي سايتو، كيوكو يوشيمي، هيرونا أوكادا، ماريكو إمامورا، كيكو ساساكي ، ويوريكا ساكو.                                             |
| مدير المؤثرات                                | يو يوشياما |
| مساعد إخراج الرسوم المتحركة                  | كينيتشي أوتومو، ميتشيتاكا ياماموتو ، ماري ناغانو، مينا أوتاكا، ماري سايتو، فالكو سوزوكي، ري ماسوناجا ، يوكي تسوجيهاشي، ماكيكو هاياسي، أسوكا تسوبوكي، ساتورو كوساكا، شيهيرو نيشيكاوا، إيري تسويوكي، ميزوكي تاكاهاشي، كاي تاكاكورا |
| تنسيق الألوان                                | كايوكو نيشي |
| فحص الألوان                                  | ماكيكو دوي، ناتسوكو أوتسوكا، إميكو تيت |
| مساعد فحص الألوان                            | جونكو تسوكيديت، يومي تورياما، يوي ناجاوكا، إريكا تانابي |
| المؤثرات الخاصة                              | كايوكو نيشي |
| الإشراف الفني                                | تسوتومو إيشيجاكي وماسارو ساتو |
| مدير فني                                     | تاكايوشي فوكوشيما وأياكا كاشيمورا |
| الإعداد فني                                  | إيواو تيراوكا |
| تصميم الخلفيات                               | نيشياما جين |
| إخراج الرسوم الحاسوبية (CG)                  | مايا أوتاني، تاكاهيرو فوكودا |
| مدير التسجيل                                 | ياسويوكي أوراكامي وكيكو أوراكامي |
| المؤثرات الصوتية                             | تاكاهيسا إيشينو |
| المونتاج                                     | تيروميتسو أوكادا |
| إنتاج                                        | شوهو كوندو، تسويوشي يوشيدا، يوهي أوكادا |
| إنتاج الرسوم المتحركة                        | تي إم إس إنترتنيمنت |
| إنتاج                                        | لجنة إنتاج "المحقق كونان" (شوغاكوكان، تلفزيون يوميوري، تلفزيون نيبون، إنتاج شوغاكوكان، شوئيشا، توهو، تي إم إس إنترتنيمنت |
| توزيع                                        | توهو |

## الموسيقى

### الأغنية الرئيسية
"TWILIGHT!!!" 
في يوم عرض الفيلم، الموافق لـ 18 أبريل 2025، أُقيم عرض موسيقي مفاجئ لفرقة King Gnu في حي كابوكي تشو بمنطقة شينجوكو، حيث قُدمت لأول مرة الأغنية الرئيسية "TWILIGHT!!!".
أداء الأغنية - King Gnu

## الترويج

### الكشف عن المعلومات
في 4 ديسمبر 2024 ، تم إصدار الغلاف التشويقي والعنوان في إصدار 2025 من مجلة Weekly Shonen Sunday وحساب X الرسمي للفيلم  .
في 5 ديسمبر ، تم إصدار مقطع فيديو تشويقي وملخص للفيلم.
في 26 فبراير 2025 ، تم إصدار الملصق الرئيسي ومقطع دعائي مدته 60 ثانية،  وتم الإعلان عن أنه لن يكون هناك عرض معاينة، ولكن بدلاً من ذلك سيكون هناك لقاء مع المعجبين.
في 4 مارس ، أُعلن أن تادايوكي يامادا وميزوكي ياماشيتا سيظهران كممثلين صوتيين ضيوف.
في 10 مارس، تقرر عرض الفيلم بتنسيقات IMAX وMX4D و4DX وDolby Cinema في آنٍ واحد، بإضافة النسخة العادية.
سيُعرض الفيلم في إجمالي 522 صالة سينما، مما يجعله أضخم إصدار في تاريخ سلسلة أفلام المحقق كونان من حيث عدد دور السينما.
في 15 مارس ، تم الإعلان عن أن أغنية الرئيسية الفيلم ستكون "TWILIGHT!!!" لفرقة King Gnu  ، وتم إصدار مقطع دعائي يتضمن الأغنية الرئيسية.
في 13 أبريل، كُشف عن الإعلان الترويجي النهائي خلال لقاء المعجبين.

### مشروع التعاون
- بالتعاون مع يونيفرسال ستوديوز اليابان .سيتم عقد "Universal Cool Japan 2025" اعتبارًا من 31 يناير 2025، وستتضمن ألعاب حقيقية "المحقق كونان الحقيقي~ مقدمة ذكريات ذي العين الواحدة ~" و"المحقق كونان x رحلة في القصة ~نحن الهدف" ويقيم المكان فعاليات مثل "قطار واقعي" (كوستر الإثارة)~'' والمطعم الغامض المباشر ''المطعم الغامض للمحقق كونان'.[10]

## إيرادات شباك التذاكر
انطلق عرض الفيلم عبر 522 صالة سينما في اليابان، وهو أكبر عرض في تاريخ السلسلة. وحقق الفيلم أرقامًا قياسية جديدة في إجمالي الإيرادات ومبيعات التذاكر خلال أول ثلاثة أيام من عرضه، حيث بلغت الإيرادات 3,438,626,700 ين (24.41 مليون دولار أمريكي) على خلفية بيع 2,314,690 تذكرة، ليصبح الفيلم الأعلى ربحاً خلال عرضه الافتتاحي في تاريخ أفلام سلسلة المحقق كونان. كما تصدر المركز الأول في تصنيف شباك التذاكر الياباني لعطلة نهاية الأسبوع المُمتدة من 18 إلى 20 أبريل 2025. حافظ على المركز الأول في شباك التذاكر الياباني لأربعة أسابيع متتالية من بدء عرضه، ووصلت إيراداته الإجمالية إلى 11.3 مليار ين (76.21 مليون دولار أمريكي) على خلفية بيع 7.86 مليون تذكرة.
|                                                   | عدد الحضور (10,000 شخص) | عدد الحضور (10,000 شخص) | عدد الحضور (10,000 شخص) | إيرادات شباك التذاكر (مليار ين) | إيرادات شباك التذاكر (مليار ين) | المصدر والملاحظات |
| عطلة نهاية الأسبوع                                | عطلة نهاية الأسبوع      | إجمالي الحضور           | عطلة نهاية الأسبوع      | إجمالي الإيرادات                |                                 | المصدر والملاحظات |
| ------------------------------------------------- | ----------------------- | ----------------------- | ----------------------- | ------------------------------- | ------------------------------- | --- |
| عطلة نهاية الأسبوع الأولى (18 و19 و20 أبريل 2025) | المركز الاول            | 231.5                   | 231.5                   | 34.4                            | 34.4                            | [ 13 ] [ 14 ] |
| عطلة نهاية الأسبوع الثانية (25، 26، 27 أبريل)     | المركز الاول            | 113.6                   | 431.6                   | 16.7                            | 63.5                            | [ 15 ] [ 16 ] |
| عطلة نهاية الأسبوع الثالثة (2، 3، 4 مايو)         | المركز الاول            | 96.9                    |                         | 14.2                            | 93.3                            | بحلول 6 مايو ( عطلة بديلة )، حقق الفيلم إيرادات إجمالية بلغت 10.48 مليار ين وجذب جمهورًا بلغ 7.266 مليون شخص. في غضون 19 يومًا من إصداره، حقق الفيلم إيرادات تجاوزت 10 مليارات ين. |
| عطلة نهاية الأسبوع الرابعة (9، 10، 11 مايو)       | المركز الاول            | 44.4                    | 786.6                   | 6.6                             | 113.7                           | |
| عطلة نهاية الأسبوع الخامسة (16، 17، 18 مايو)      |                         |                         |                         |                                 |                                 | |
| عطلة نهاية الأسبوع السادسة (23، 24، 25 مايو)      |                         |                         |                         |                                 |                                 | |
| عطلة نهاية الأسبوع السابعة (30، 31 مايو، 1 يونيو) |                         |                         |                         |                                 |                                 | |
| عطلة نهاية الأسبوع الثامنة (6، 7، 8 يونيو)        |                         |                         |                         |                                 |                                 | |
| عطلة نهاية الأسبوع التاسعة (13، 14، 15 يونيو)     |                         |                         |                         |                                 |                                 | |
| عطلة نهاية الأسبوع العاشرة (20، 21، 22 يونيو)     |                         |                         |                         |                                 |                                 | |

## روابط خارجية
- الموقع الرسمي
- المحقق كونان: ومضات من الماضي على موقع IMDb (الإنجليزية)
- المحقق كونان: ومضات من الماضي على موقع IMDb (الإنجليزية)
- المحقق كونان: ومضات من الماضي على موقع قاعدة بيانات الفيلم (الإنجليزية)